# La Vérité du fait, la Vérité de l'émotion
La Vérité du fait, la Vérité de l'émotion (titre original : The Truth of Fact, the Truth of Feeling) est une nouvelle de science-fiction écrite par Ted Chiang et parue en 2013 puis traduite en français et parue dans le recueil Expiration publié en 2019 en langue originale puis traduit en français et paru en 2020.

## Résumé
Dans un futur proche, un journaliste anonyme raconte son expérience avec un appareil qui confère à ses utilisateurs une mémoire eidétique. Il entrecoupe ses propos d'un récit fictif relatif à un incident au cours duquel l'écriture a été introduite dans une tribu africaine.

### Le conte de Jijingi
Au XXe siècle, un garçon tiv de treize ans nommé Jijingi est initié à l'écriture par Moseby, un missionnaire chrétien. Il découvre progressivement les effets mitigés de l'écriture sur la narration, l'exactitude, la perception de la parole et l'organisation de la pensée.
À l'âge de vingt ans, Sabe, l'ancien du village, demande à Jijingi de travailler comme scribe dans des litiges juridiques. Moseby découvre alors avec désapprobation que les Tiv tolèrent le mensonge au tribunal si c'est pour une bonne cause.
À la demande des Européens, les Tiv doivent réorganiser leurs clans. Un différend s'ensuit, où le clan Shangev de Jijingi veut rejoindre celui de Kwande, prétendant être le clan qui en est le plus proche. Jijingi et Moseby découvrent des documents européens réfutant les affirmations du clan Shangev. En apprenant cela, Sabe n'est pas d'accord et exprime à Jijingi son inquiétude de s'éloigner des voies tiv en valorisant l'exactitude plutôt que la moralité. Honteux, Jijingi continue de travailler comme scribe mais brûle ses écrits personnels.

### L'article du journaliste
Dans un futur proche, les lifelogs et les projecteurs rétiniens sont monnaie courante depuis des années. Memori, un appareil utilisant un algorithme de recherche révolutionnaire, donne à ses utilisateurs une mémoire eidétique. Un journaliste explique à quel point Memori sera bénéfique pour le travail, mais estime que son effet sur les relations sera largement préjudiciable.
Bien qu'il ait interviewé un couple qui accueille favorablement l'appareil comme moyen de régler les différends puis la porte-parole de l'entreprise à l'origine de Memori, le journaliste reste catégorique sur le fait que l'oubli lui semble essentiel pour pardonner et construire des récits personnels. Il est par exemple reconnaissant d’avoir oublié la plupart des disputes avec sa fille Nicole lorsque celle-ci était adolescente. Il tient notamment en haute estime un souvenir dans lequel Nicole lui reprochait le divorce d'avec sa mère, ce qui l'a poussé à s'améliorer dans ses relations avec elle.
Le journaliste essaie alors Memori, mais comme il enregistre rarement des moments de sa vie, il est autorisé à accéder aux archives des autres. En parcourant le journal de la vie de Nicole, il est choqué de découvrir que c'est lui qui a blâmé Nicole pour le divorce et non pas sa fille comme il l'a toujours cru. Il organise alors une rencontre avec elle alors pour s'excuser, mais Nicole est amusée qu'il se souvienne si mal de cette dispute. L'égocentrisme et la victimisation de son père l'énerve toujours autant que pendant son adolescence.
Bien qu'encore sceptique, le journaliste admet qu'au moins Memori permettra aux gens de se forger des récits personnels véridiques. Il révèle également que l'histoire de Jijingi est vaguement basée sur un incident réel. Toujours incertain de l'exactitude de son article, il rend publique la vidéo de sa dispute avec Nicole et invite le lecteur à forger son propre jugement et à lui faire des retours.

## Accueil

### Critique
L'autrice Charlie Jane Anders a comparé La Vérité du fait, la Vérité de l'émotion à Black Mirror et l'auteur Gary K. Wolfe (en) l'a décrit comme une « méditation profondément réfléchie ». Lee Mandelo sur le site Tor.com a qualifié la nouvelle de « convaincante » et de « pièce élégante et technique », mais a admis qu'elle était « lente ».

### Distinctions
La Vérité du fait, la Vérité de l'émotion a été finaliste du prix Hugo de la meilleure nouvelle longue 2014 et du prix Locus de la meilleure nouvelle longue 2014.